# Stereo8

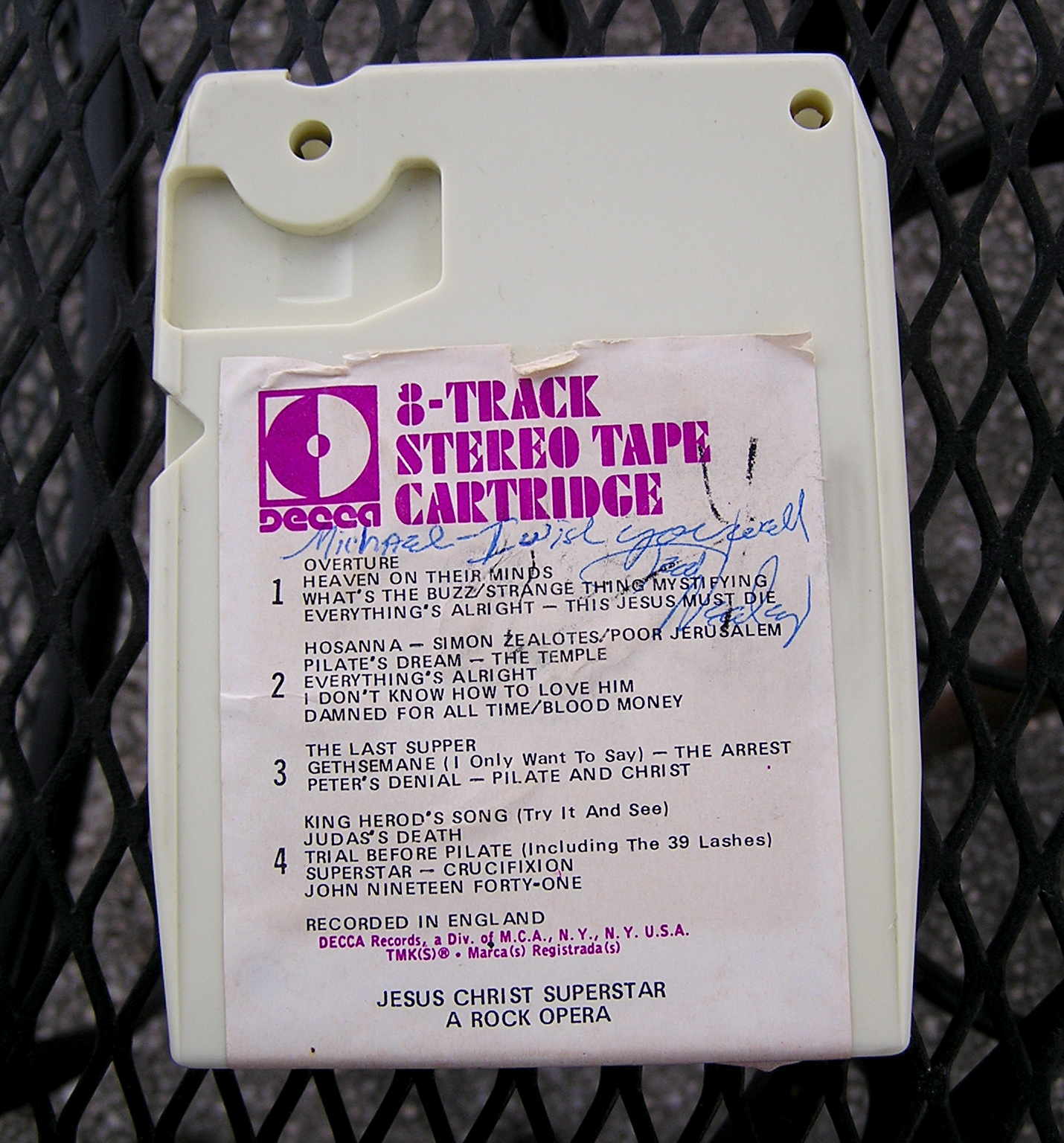
Un nastro Stereo8

Lo Stereo8 (anche Stereo-8, 8-track o 8-track cartridge) è uno standard di registrazione audio su nastro magnetico; il termine identifica anche il formato del supporto, sostanzialmente un contenitore di nastro magnetico, diverso dalle più diffuse audiocassette (compact cassette) che nacquero e si diffusero nello stesso periodo.
Utilizzato negli anni sessanta e settanta del XX secolo, periodo in cui fu piuttosto popolare soprattutto nelle autoradio, come formato di registrazione inizialmente fu utilizzato solo dall'industria discografica per la commercializzazione di musica. Per l'utenza comune infatti i riproduttori e registratori Stereo8 furono resi disponibili in commercio solo dopo vari anni. La particolarità del nastro Stereo8 è la bobina unica riprodotta a ciclo continuo che, diversamente dalle audiocassette, non necessita di essere girata per suonare gli altri brani.

## Storia

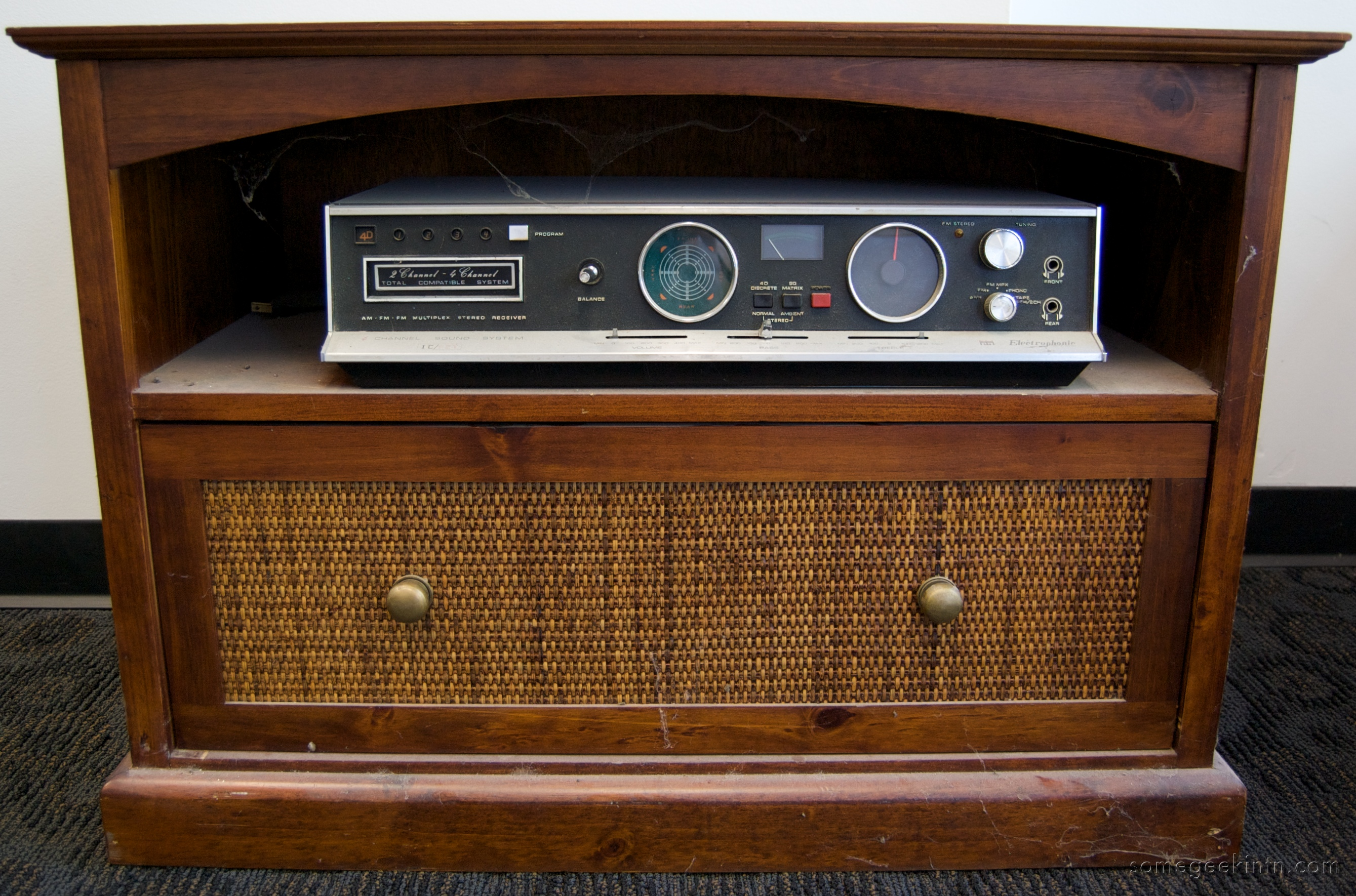
Un lettore Stereo8

Nacque nei primi anni sessanta principalmente come formato per la riproduzione musicale in auto soprattutto per la sua comodità in quanto, oltre al formato ridotto, alla facilità di trasporto e di utilizzo, le tracce registrate scorrevano in automatico e all’infinito e i lettori erano economici e garantivano buona qualità audio.
I primi prototipi degli "8-track cartridge", questo il nome originale americano, vennero progettati dall'americano Bill Lear nel 1964 che creò un consorzio con alcune fabbriche automobilistiche americane (Ford Motor Company, General Motors) e con la Ampex, azienda produttrice di nastri magnetici, la Motorola e l'etichetta discografica RCA Victor. I primi lettori commerciali vennero offerti come optional sulle vetture Ford; essi ebbero successo, poiché facili da trasportare e utilizzare. Successivamente vennero presentati lettori portatili e lettori-registratori anche per uso Hi-Fi domestico.
Una delle prime major a impiegare il formato fu la RCA.
In Italia lo Stereo8 cominciò a diffondersi a partire dal 1967, promosso dal produttore italiano di apparecchi radio-TV Voxson, che lanciò una gamma di autoradio dotate di lettore denominata "Sonar". Tuttavia, diversamente da quanto avvenne negli Stati Uniti, in Europa subì fin dall'inizio la forte concorrenza della musicassetta (più piccola e agevole, in commercio già dal 1965) e cominciò a perdere velocemente mercato verso la metà degli anni '70. Nonostante questo durante la prima metà di tale decennio la quasi totalità delle edizioni su vinile e musicassetta ebbe anche la corrispondente stampa su Stereo8. Tra le etichette discografiche che produssero edizioni in questo formato ci furono la RCA italiana (anche con la serie RCA Lineatre), la Dischi Ricordi - Orizzonte, la CGD e la CBS. Il formato venne definitivamente abbandonato nel 1983.
La possibilità di disporre di diverse tracce indipendenti portò ad un uso diffuso del sistema Stereo8 nei sistemi di sonorizzazione delle chiese, anche dopo la dismissione dello standard. I canti liturgici, infatti, venivano registrati su due tracce (una dedicata alla parte strumentale suonata all'organo, l'altra alla parte vocale cantata dal coro) che potevano essere riprodotte contemporaneamente o meno a seconda delle necessità. La scelta dei canti veniva effettuata agendo su un lettore multi-cassetta con un comando che poteva essere collocato anche sull'altare.

## Funzionamento

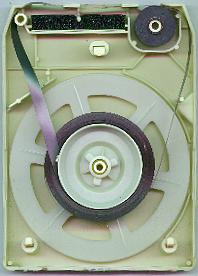
Interno di un nastro Stereo 8

I supporti su cui era basato il sistema erano dei contenitori in materiale plastico definiti cartucce, contenenti un nastro avvolto in modo continuo e ad anello su una singola bobina; la fine e l'inizio del nastro erano giuntati insieme. Il nastro veniva sfilato dal centro della bobina, passava negli organi di trascinamento e riproduzione del lettore e veniva infine recuperato all'esterno della bobina stessa. Il nastro era dotato di una sezione metallica in corrispondenza della giunzione, che, passando su dei contatti elettrici situati nel lettore, chiudeva il circuito di un elettromagnete che spostava la testina del lettore sul paio di tracce successive.
La cartuccia comprendeva anche un rullo di gomma o plastica denominato pinch roller che serviva a pressare il nastro sull'albero di trazione del lettore, denominato capstan, consentendone il trascinamento; erano presenti anche dei feltrini montati su molle, necessari a fare aderire il nastro alla testina di lettura ed ai contatti elettrici dell'elettromagnete di cambio traccia.
Il nastro Stereo8 era alto 1/4 di pollice, scorreva ad una velocità di 9,5 cm/s ed era dotato di uno strato di grafite sulla faccia insensibile allo scopo di diminuire gli attriti e disperdere le cariche elettrostatiche dovute allo strofinamento reciproco delle spire di nastro nella bobina; era registrato su 8 tracce (da cui il nome), che venivano lette 2 alla volta in stereofonia, permettendo di registrare 4 diversi programmi musicali su una singola cartuccia.